# AAAA電池

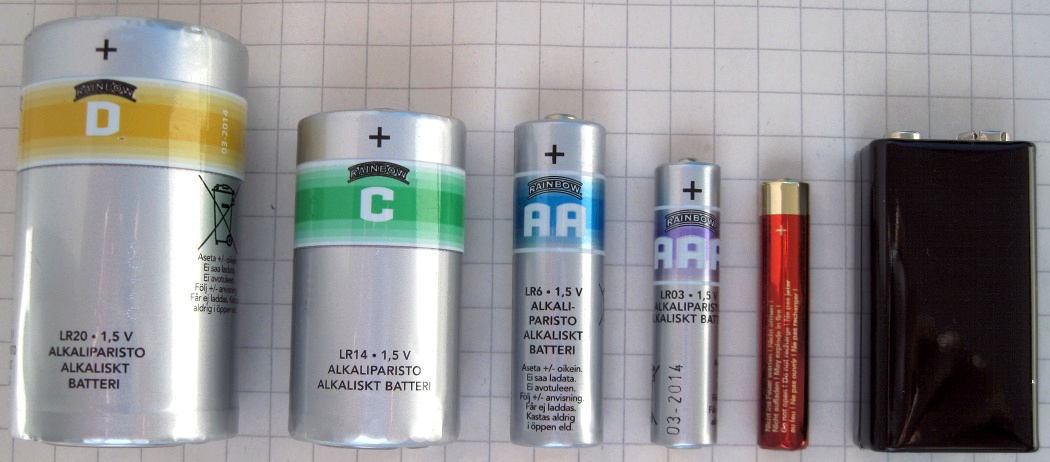
從左到右為D、C電池、AA、AAA、AAAA和9伏電池

AAAA電池是圓柱式乾電池的標準尺寸之一，常用於小型設備。長度為42.5mm，直徑為8.3mm。鹼性AAAA電池重約6.5g，產生1.5V電壓。這種尺寸的碳鋅電池在IEC編號為R8D425，在ANSI和NEDA的編號為25，而鹼性電池在金頂型號為MN2500或MX2500，在勁量型號為E96。

## 歷史
1989年，在環保團體倡議清除電池中添加汞的壓力下，勁量公司創造了第一個AAAA電池。現今大多數大型電池製造商（如金頂和勁量）都在銷售AAAA電池。

## 類型
| 電池種類               | 碳鋅電池 | 鹼性電池 | 鎳鎘電池 | 鎳氫電池 | 鋰離子電池 |
| ---------------------- | -------- | -------- | -------- | -------- | ---------- |
| IEC名稱                | R8D425   | LR8D425  | KR8D425  | HR8D425  |            |
| ANSI/NEDA名稱          | 25D      | 25A      |          |          |            |
| 一般容量（毫安培小時） | 300      | 500–600  |          | 325–500  | 160–170    |
| 公稱電壓（V）          | 1.50     | 1.50     | 1.25     | 1.25     | 3.7        |

## 用途

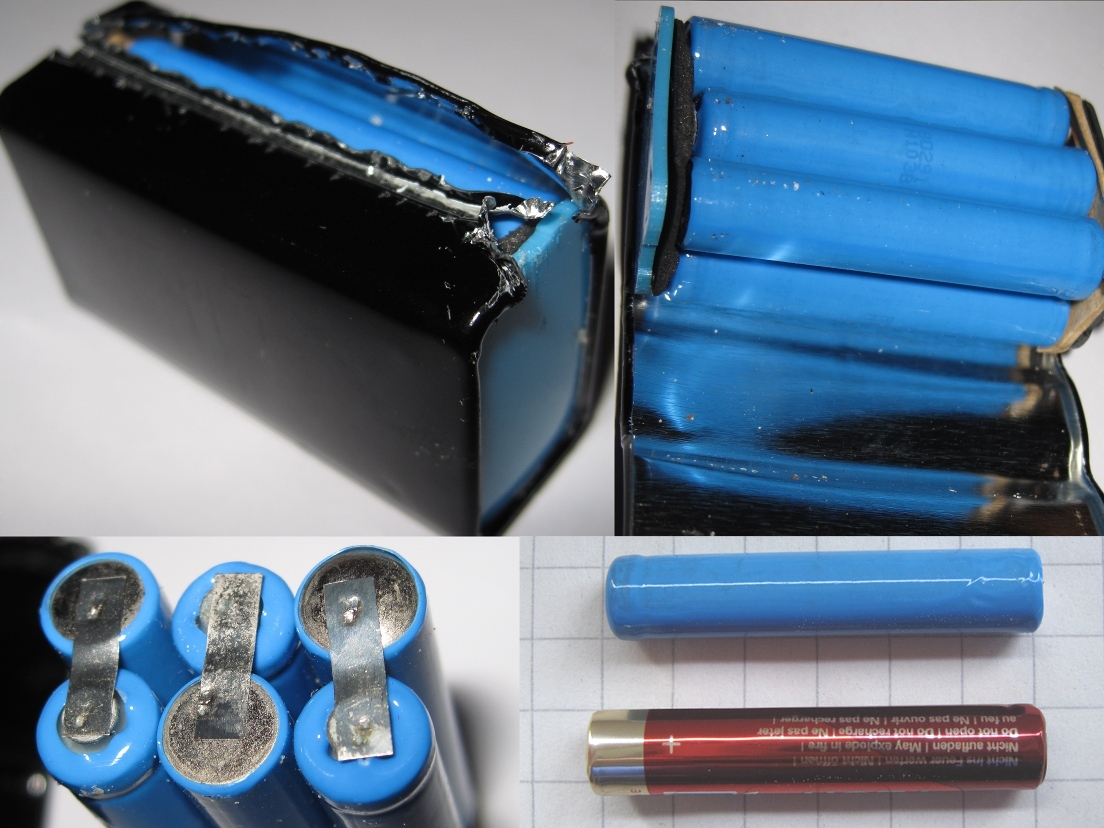
打開一個9伏電池，露出六個LR61電池，類似於AAAA電池

這種電池尺寸最常用於小型設備，例如雷射筆、LED手電筒、平板電腦手寫筆、血糖儀和小型耳機放大器，其中微軟的Surface Pen是採用AAAA電池的最突出產品。這些電池不像AAA或AA型電池那樣受歡迎，因此不那麼普遍。
某些型號的鹼性9伏電池包含六個通過焊接片連接的LR61電池。這些電池類似於AAAA電池，可以在某些設備中代替它們使用，即使它們短了3.5毫米。

## 外部連結
- 基於ANSI規範的AAAA鹼性電池技術圖 （页面存档备份，存于）